# Alberto Sánchez Pérez

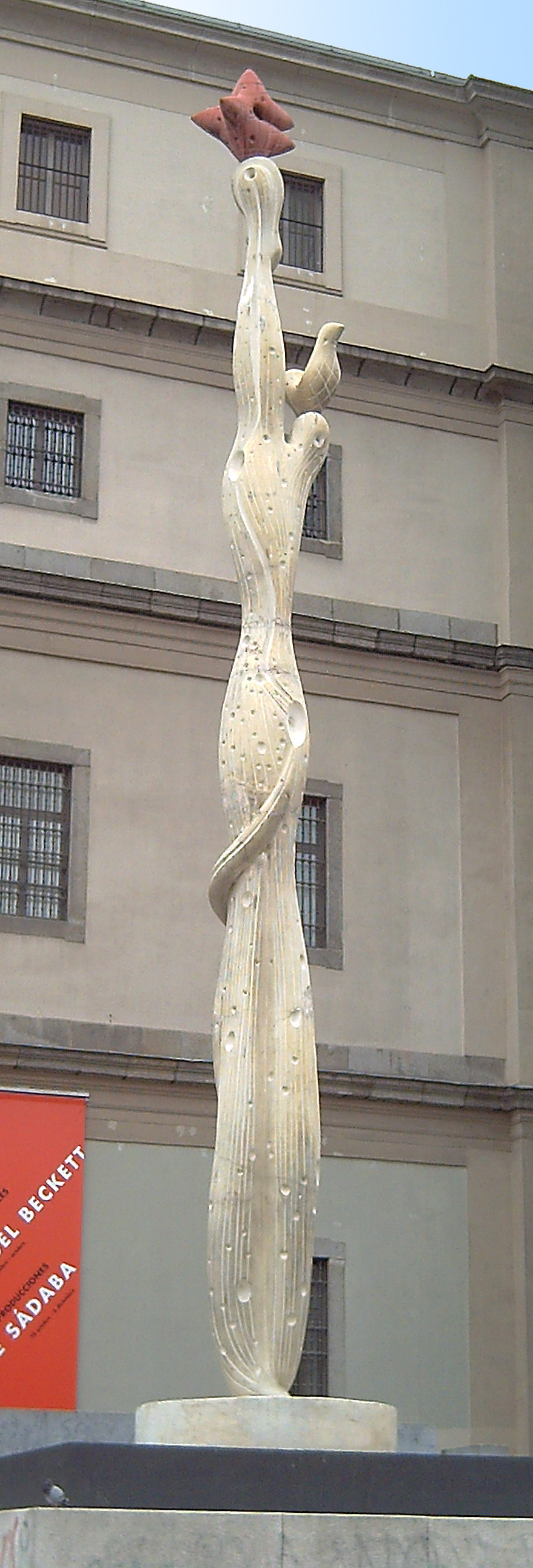
El Pueblo Español in Madrid

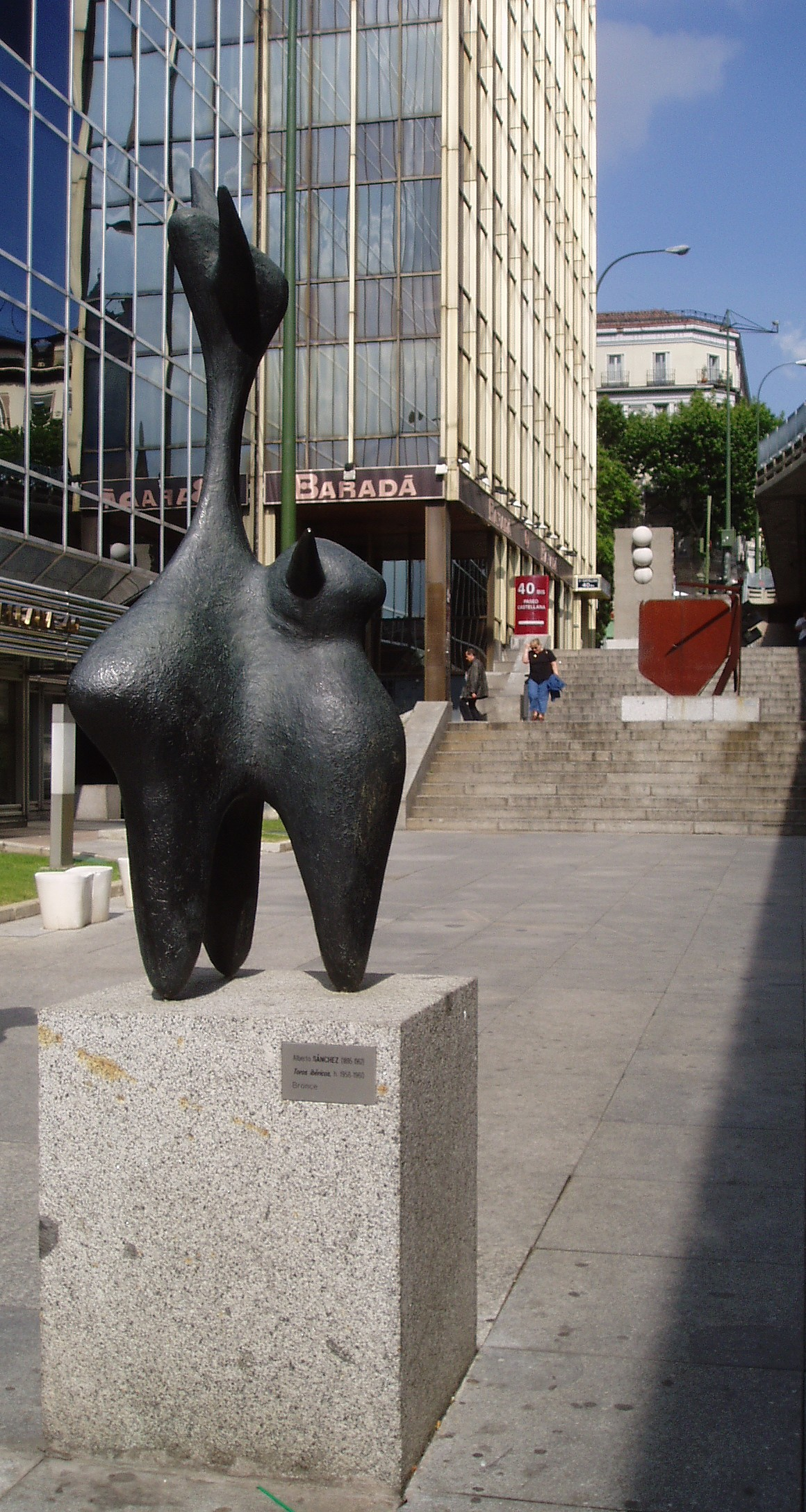
Toros ibéricos in Madrid

Alberto Sánchez Pérez (Toledo, 8 april 1895 – Moskou, 12 oktober 1962), was een Spaanse schilder en beeldhouwer.

## Biografie
Alberto Sánchez werd in zijn aanvangsperiode beïnvloed door de Uruguayaan Pérez Barradas en de heersende kunststroming van de jaren twintig. Later ontwikkelde zijn werk zich richting het kubisme (Maternidad, 1929). In 1927 had hij al samen met de schilder Benjamín Palencia de leidende Escuela de Vallecas opgericht, die zijn inspiratie zocht in het oude Castilla. Alberto Sánchez (of "Alberto", zoals hij gewoonlijk werd genoemd door zijn tijdgenoten als Pablo Picasso) heeft altijd gezocht naar een vereniging van elementen uit de volksgeschiedenis met de avant-gardistische Europese kunststromingen.

## Zijn werk
Een van zijn belangrijkste beeldhouwwerken was het meer dan 12 meter hoge El pueblo español tiene un camino que conduce a una estrella, dat in 1937 tijdens de Exposition Internationale des Arts et Techniques dans la Vie Moderne (1937) van Parijs samen met Guernica van Pablo Picasso werd geëxposeerd in het Spaanse paviljoen. Het origineel is verloren gegaan, maar een kopie van dit werk bevindt zich naast de hoofdingang van het Museo Nacional Centro de Arte Reina Sofía in Madrid; een kleiner model staat op de Plaza de Barrionuevo in Toledo.
Andere werken van Alberto Sánchez zijn nog te vinden in Toledo Mujer toledana en in Madrid Toros ibéricos. Alberto Sánchez was in de jaren dertig, voorafgaande aan de Spaanse Burgeroorlog, nog verantwoordelijk voor de decors van de toneelstukken, die werden opgevoerd door het onder leiding van Federico García Lorca staande toneelgezelschap La Barraca (Teatro Universitario La Barraca).
Hij verliet Spanje in 1938 voor een vrijwillige ballingschap in de Sovjet-Unie. Hij woonde tot zijn dood in 1962 in Moskou, waar hij ook werd begraven.
In 2002 werd een overzichtstentoonstelling georganiseerd in het Museo de Santa Cruz de Toledo: een verdiende hommage aan een van de belangrijke Spaanse beeldhouwers van de twintigste eeuw. Het Museo Nacional Centro de Arte Reina Sofía in Madrid toont enkele van zijn werken in de permanente collectie (Maternidad en Poste de señales del río Belaya).